# Кодри (фільм)
«Кодри» («Codrii») — радянський семисерійний телефільм 1990 року, знятий режисером Василем Паскару на студіях «Молдова-фільм» і «Союзтелефільм».

## Сюжет
За мотивами романів Іона Чобану «Кодри», «Мости» та «Кукоара». Телесеріал «Кодри» став своєрідною панорамою життя молдавського села другої половини ХХ століття.

## У ролях
- Санду Васілаке — Тодеріке Фрунзе
- Борис Бекет — Костаке
- Костянтин Константинов — Лефтер
- Іон Унгуряну — Олексій Йосипович Шеремет, секретар райкому партії
- Іон Бордеяну — Морару
- Любомир Йорга — дядько Сашко Кінез
- Думитру Фусу — Юсуп Вирлан
- Доріна Лазер — Вітора
- Жулієта Сіоні — Магда
- Габріелла Маріані — Віка
- Васіле Тебирце — Суфлецел
- Георге Гриу — Філімон Могильда / Льоха
- Ілля Тодоров — Богдан
- Повілас Будріс — Хілтунен
- Жоржина Тодоров — Катінка
- Келін Меняце — Петраку
- Валеріу Каланча — Георге Негаре
- Олена Кондратьєва — Ніна
- Вероніка Григораш — Ірина Негаре
- Віктор Чутак — Харцуг
- Геннадій Чулков — Хілтунен
- Лелде Вікмане — Олена Костенко
- Світлана Тулгара — Сабіна
- Михайло Міліков — Кім
- Борис Борисов — Пантелеймон Дмитрович Кравчук
- Драгош Паскар — Петька
- Тудор Андріуце — Ніке
- Ася Скорпан — Аніка
- Адела Калістру — Марія
- Валентин Тодеркан — Петро
- Юліан Пислару — Лубинець
- Васіле Зубку-Кодряну — Пурчел
- Тетяна Саєнко — Тамара
- Іон Шкуря — адвокат
- Іон Дікісяну — прокурор
- Дорел Вишан — суддя
- Євгенія Тудорашку — епізод
- Сільвія Лука — колгоспниця
- А. Герман — епізод
- Ніна Доні — колгоспниця
- Віра Пономарьова — епізод
- Тетяна Ганелі — колгоспниця
- М. Мустя — епізод
- Домніка Дарієнко — дружина Шеремета
- Петро Баракчі — епізод
- Владлен Співак — епізод
- Антоніна Паламарчук — епізод
- Д. Неніцу — епізод
- Раду Константин — епізод
- Васіле Константин — епізод
- Іон Музика — інженер
- Георге Ротераш — Матвій Костянтинович Телешко
- Юхим Лазарев — Кравець
- Влад Друк — епізод
- Віктор Ігнат — епізод
- Юрій Фаріма — Раду
- Т. Грицько — епізод
- С. Гуцу — епізод
- Олександр Гебдовський — слідчий прокуратури
- Мефодій Апостолов — Герасим Іонович Костенко
- Григорій Русу — епізод
- Спіру Харет — епізод
- Н. Дорін — епізод
- Г. Варзар — епізод
- Р. Пумня — епізод
- Г. Макаров — епізод
- Г. Ботнарчук — епізод
- Михай Гирну — епізод
- Є. Нікула — епізод
- Валентин Куку-Бужор — капітан міліції
- Євгенія Ботнару — епізод
- Ніколає Даріє — епізод
- Єлизавета Дєдова — Надя Ревінська
- Міхай Курагеу — бухгалтер
- Б. Кременчук — епізод
- Тудор Церне — епізод
- Вадим Продан — епізод
- Д. Соболєв — епізод
- Валеріу Казаку — голова колгоспу
- Аннушка Паскар — епізод
- Лідія Валянська — епізод
- В. Славян — епізод
- І. Маркоч — епізод
- Ігор Гузун — бандерівець
- Еміль Гажу — Гирбу, редактор газети
- Іон Горя — голова колгоспу

## Знімальна група
- Режисер — Василь Паскару
- Оператор — Влад Чуря
- Композитор — Валентин Динга
- Художник — Володимир Булат